# Srimushnam
Srimushnam (o Srimushnum) è una suddivisione dell'India, classificata come town panchayat, di 12.000 abitanti, situata nel distretto di Cuddalore, nello stato federato del Tamil Nadu. In base al numero di abitanti la città rientra nella classe IV (da 10.000 a 19.999 persone).

## Geografia fisica
La città è situata a 11° 24' 0 N e 79° 25' 0 E e ha un'altitudine di 38 m s.l.m..

## Società

### Evoluzione demografica
Al censimento del 2001 la popolazione di Srimushnam assommava a 12.000 persone, delle quali 5.984 maschi e 6.016 femmine. I bambini di età inferiore o uguale ai sei anni assommavano a 1.539, dei quali 787 maschi e 752 femmine. Infine, coloro che erano in grado di saper almeno leggere e scrivere erano 7.296, dei quali 4.204 maschi e 3.092 femmine.